# Anton Franz Nonfried
Anton Franz Nonfried, även känd som Antonín František Nonfried, född den 16 oktober 1854, död den 16 december 1923, var en tjeckisk-tysk amatörentomolog och insektssamlare.
Nonfrieds främsta vetenskapliga bidrag gjordes inom utforskningen av ordningen skalbaggar.